# Valentin Caro
Valentin Caro, né le 10 mai 1956 à Madrid, est un peintre franco-espagnol qui exerce  à Paris.

## Biographie
Né à Madrid en 1956, Valentin Caro commence par faire des études de médecine à l'Université de Madrid, qu'il arrête rapidement afin de se consacrer à la peinture et rentre aux Beaux Arts à l’Athénée de Madrid. Il ouvre ensuite son premier atelier dans l'« Ateneo de la Prosperidad » à Madrid, en plein cœur du mouvement culturel de la Movida.
En 1983 Valentin Caro s'installe à Paris et s’enregistre à La Maison des artistes. Il commence à exposer et vendre ses tableaux dans différentes galeries de peinture en France et à l'étranger. Valentin Caro se lance dans l'écriture en 2005 avec des premiers articles parus dans la revue Centerpoint Now, annexe de l'Organisation des Nations unies. En 2022 il peint, écrit et réside dans une Cité des Arts à Paris.
Son œuvre contemporaine, principalement de la peinture à l'huile, puise des inspirations dans le Ténébrisme et s'appuie sur la couleur noire ainsi que le Clair-obscur pour représenter la condition humaine et ses conséquences.[réf. nécessaire]

## Principales expositions

### Expositions personnelles
- 1980 : Galerie Song-Parnasse, Madrid et galerie El Zaguan, Madrid
- 1989 : Galerie Claude Lalandre, Paris
- 1990 : Galerie Huit Poissy, Paris
- 1991 : Galerie Joaquin Parra, Paris
- 1993 : Galerie d’art Espace Hérault, Paris et galerie Art Vision, La Haye
- 1994 : Galerie de l'Hôtel Cail, Paris
- 1997 : Chapelle Saint-Louis de la Salpêtrière, Paris
- 1998 : The Landon Gallery, New York[3]
- 2002 : Groupe D.D.B., Paris
- 2003 : Espace Michel Simon, Noisy-le-Grand
- 2008 : Art fair Expo, Paris
- 2010 : Exposition 60e anniversaire de la Déclaration des Droits de l'homme (directeur artistique), Paris
- 2015 : « Le premier Homme était une Femme », Babs galerie, Paris[4]
- 2016 : « NEW WORLD », Babs galerie, Paris[5]

### Expositions collectives
- 1984 : Espace Cardin, Paris
- 1985 : Salon de la Figuration Critique, Paris
- 1985 : Comparaison, Paris
- 1985 : Salon d'Arts Plastiques, La Rochelle
- 1986 : Galerie Du Bellay, Paris
- 1987 : Salon de la Jeune Peinture, Paris[6]
- 1991 : Salon de Mai, Paris
- 1993 : Salon de Montrouge, Paris[7]
- 1993 : Galerie La Tour des Cardinaux, l'Isle-sur-la-Sorge
- 1994 : Carte Blanche à Valentin Caro, Leuville-sur-Orge
- 1995 : « Aficion », Espace Montjoie, La Plaine Saint-Denis
- 2003 : Salon des Arts Plastiques, Romainville
- 2007 : Galerie Pangée, Montreal
- 2007 : Foire internationale d'art contemporain de Toronto
- 2012 : Nuit blanche, Paris

## Publications
- Vital, Éditions Édilivre, 2015  (ISBN 978-2-332-91111-7)[8].
- Souvenirs de ma mort, Éditions Édilivre, 2019  (ISBN 978-2-414-33174-1)[9].